# Paca Arceo
Francisca González Arceo (Madrid, 22 de febrero de 1945), más conocida como Paca Arceo, es una fotógrafa española y escritora de reportajes, guías de viaje, guiones para documentales y televisión. Autora de una novela y coautora de otra.
Arceo empezó en la fotografía por los años setenta, si bien hasta 1980 no se decide a trabajar como freelance. Revela en blanco y negro ella misma en un pequeño estudio. Presenta desde entonces distintas exposiciones fotográficas individuales y colectivas en Europa y Estados Unidos. Además colabora en diferentes revistas y editoriales y obtiene en 1985 una beca Fulbright para investigar sobre nuevas aplicaciones fotográficas en CCAC Oakland, California.
En 1992 con motivo del Quinto Centenario presenta en la exposición colectiva de The Spanish Institute The Spanish Vision: Contemporary Art Photography - La Visión española: Fotografía contemporánea de Autor, 1970-1990 en la que entre otros están Gabriel Cualladó, Ouka Lele, Alberto Schommer y Joan Fontcuberta. Existe el catálogo de la exposición.
Recorre también otros países, Egipto, Turquía, Túnez, Marruecos, India, Nepal, Rusia, Cuba y Guatemala haciendo fotografías con sus cámaras analógicas y asiste en 1995 en Pekín a la IV Conferencia Mundial sobre la Mujer.
A partir de 1991 empieza a colaborar en la sección de viajes del diario El País con texto y fotografías, y lo compagina con otros diarios, revistas y editoriales, así como con la redacción de guiones para programas sobre cine en televisión. Es autora, incluyendo las fotografías, de las guías Alojamiento en Monasterios, El buen hacer de los Conventos, y La noche de Madrid, publicadas por la editorial El País - Aguilar. Es coautora junto al editor Juantxu Herguera Casado y a María Antonia Slocker Tenas de la novela Mañana no ha llegado basada en los cadáveres exquisitos y publicada por Bartleby Editores. Y autora de la novela El patio de mi casa publicada por la editorial El Tercer Nombre.
En 2016 Arceo aparece como coprotagonista en La mayor locura. La película del director Adolfo Dufour Andía, consiguió el premio al mejor documental español en la XIII edición del Festival Internacional de Cine Documental Documentamadrid 2016, que se celebró por Cineteca de Matadero Madrid impulsado por el Ayuntamiento de Madrid.